# الدوري النمساوي 1951–52
الدوري النمساوي الممتاز 1951–52 (بالألمانية: Österreichische Fußballmeisterschaft 1951/52)‏ هو الموسم 41 من بوندسليغا النمسا لكرة القدم. أشرف على تنظيمه اتحاد النمسا لكرة القدم، وكان عدد الأندية المشاركة فيه 14، وفاز فيه رابيد فيينا.